# Waldsteinien
Die Waldsteinien (Waldsteinia) sind eine Pflanzengattung innerhalb der Familie der Rosengewächse (Rosaceae). Die Gattung Waldsteinia umfasst fünf bis sieben Arten, die sämtlich auf der Nordhalbkugel verbreitet sind; die einzige im deutschsprachigen Raum beheimatete Art ist Waldsteinia ternata, die im Südosten Kärntens zu finden ist.

## Beschreibung

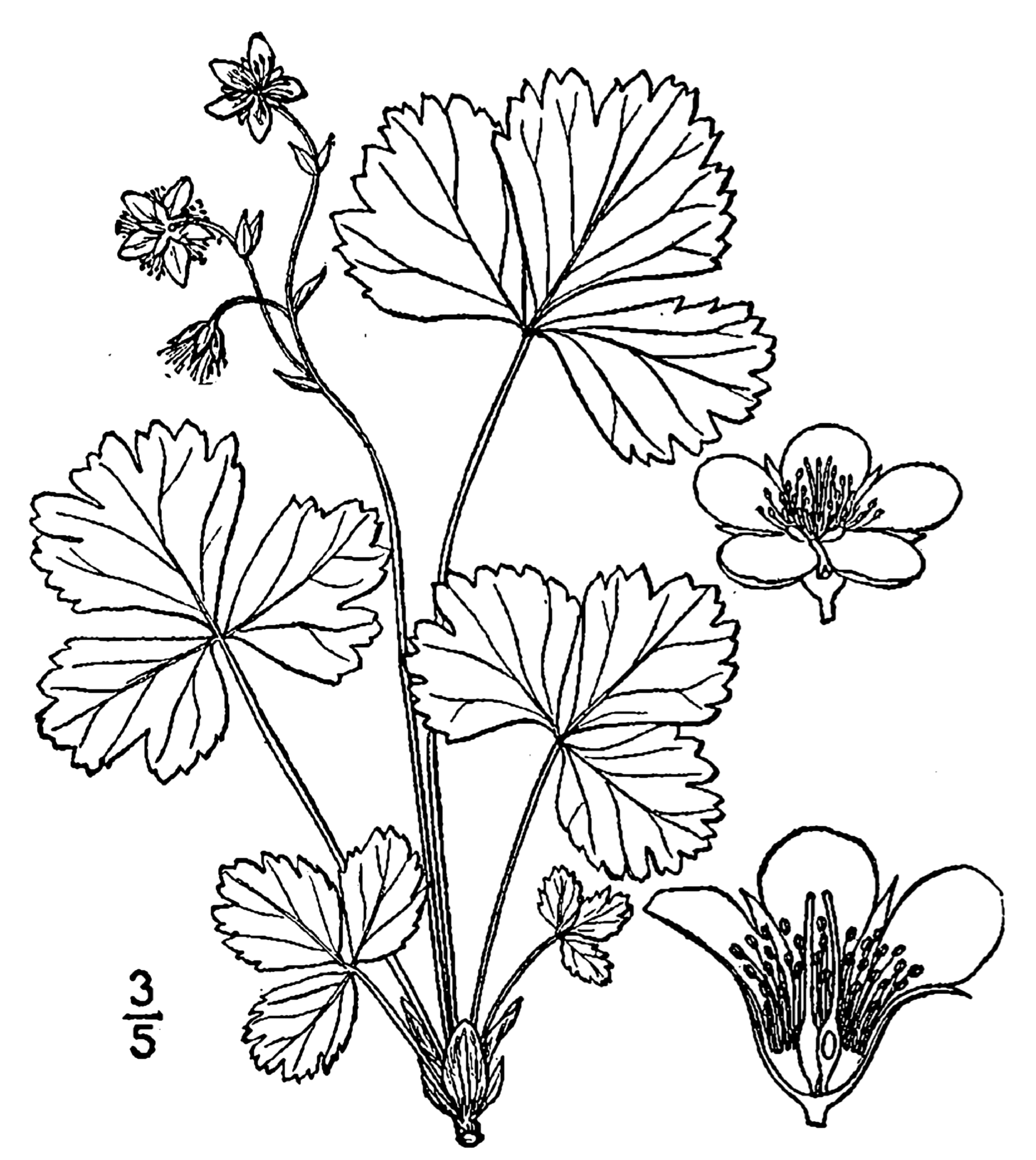
Illustration der Golderdbeere (Waldsteinia fragarioides)

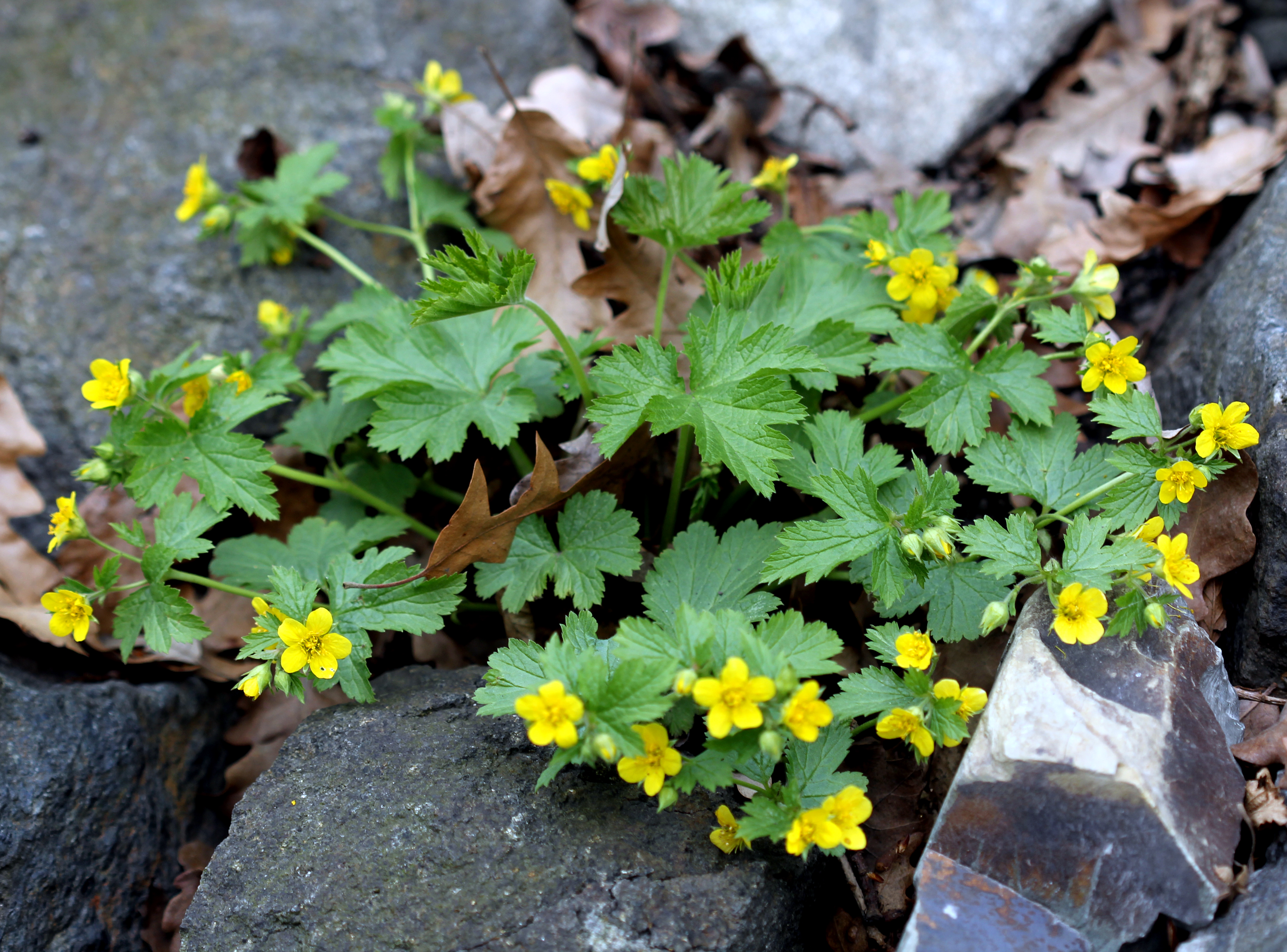
Gelapptblättrige Waldsteinie (Waldsteinia geoides)

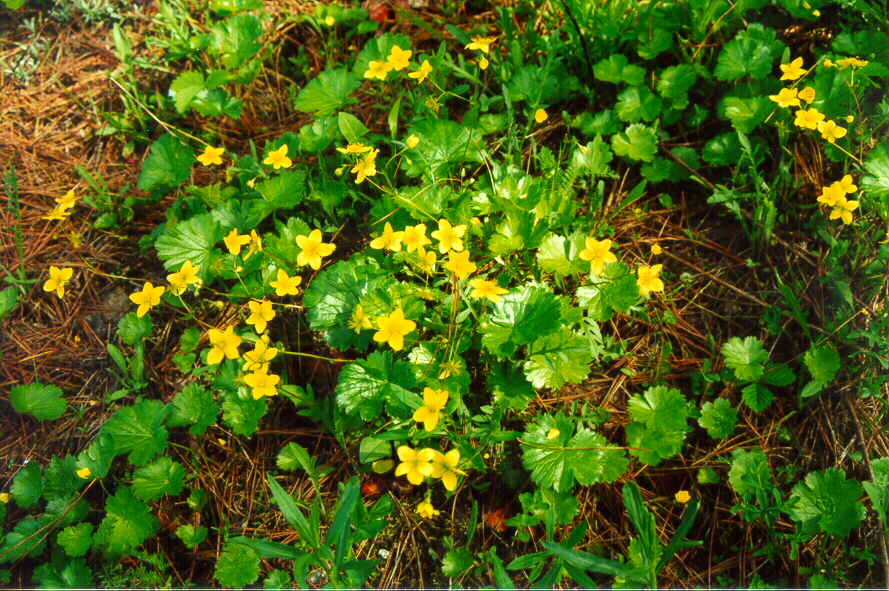
Waldsteinia idahoensis

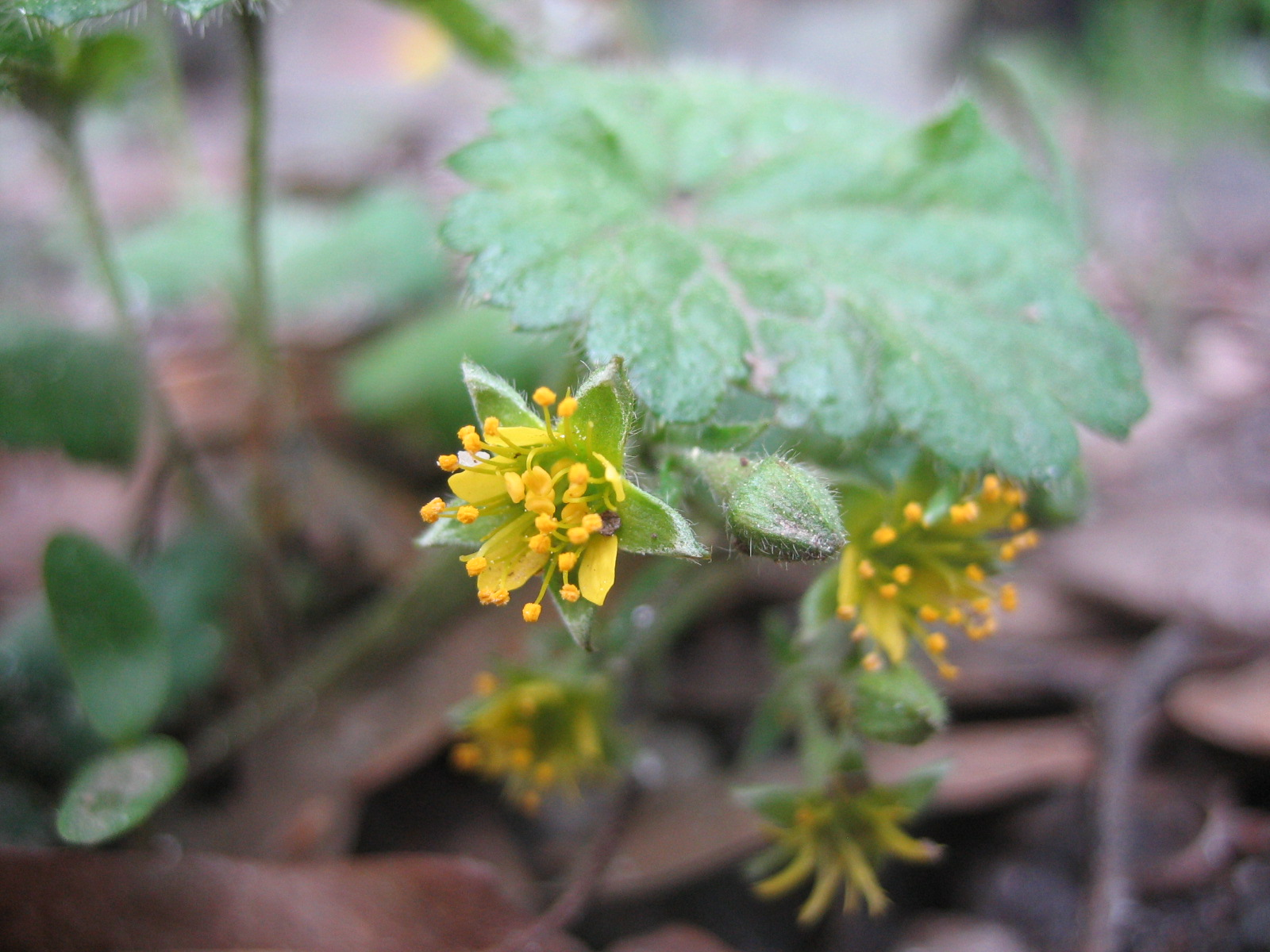
Waldsteinia lobata

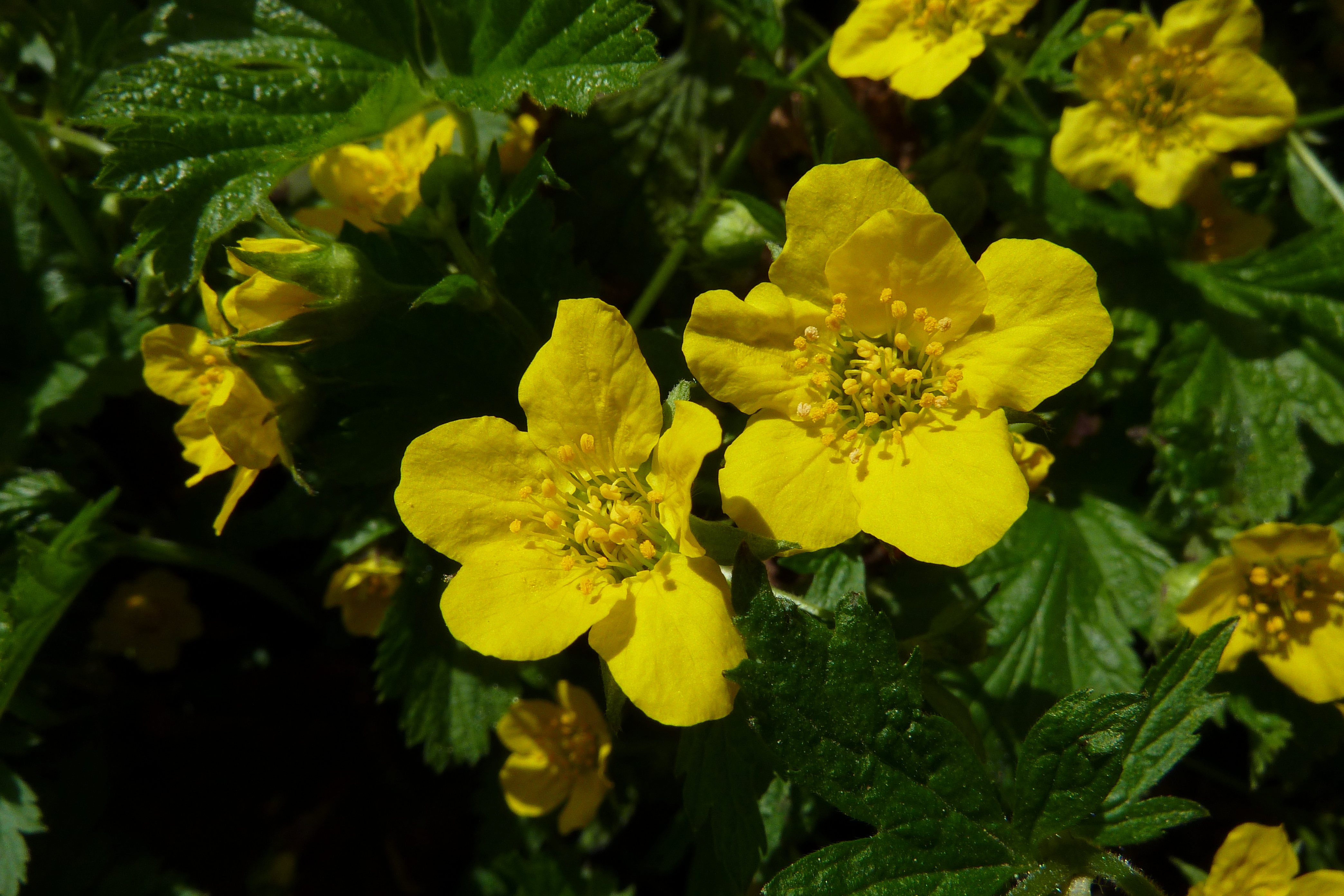
Blüten der Dreiblättrigen Waldsteinie (Waldsteinia ternata)

### Vegetative Merkmale
Waldsteinia-Arten sind ausdauernde, krautige Pflanzen. Es werden Rhizome gebildet. An den oberen Enden der festen, unbestachelten, meist kriechenden Stämmchen stehen die Laubblätter in einer Rosette. Die Laubblätter sind in Blattstiel und Blattspreite gegliedert. Die Blattspreiten sind drei- bis fünf-, selten siebenlappig oder aus drei Blättchen zusammengesetzt. Die Nebenblätter der wurzelnahen Laubblätter sind vollständig mit dem langen Blattstiel verwachsen und sind häutig.

### Generative Merkmale
Die seitenständigen Blütenstandsschäfte tragen an ihrem Ende zymöse Blütenstände, die Stängelblätter sind reduziert und nebenblattähnlich, die Tragblätter im Blütenstand sind meist klein.
Die zwittrigen Blüten sind fünfzählig und radiärsymmetrisch. Der Blütenbecher ist verkehrt-kegelförmig bis trompetenförmig. Der Außenkelch ist sehr klein oder fehlt. Die fünf Kelchblätter liegen aneinander, überlappen sich aber nicht. Die fünf Kronblätter sind gelb. Es sind zahlreiche Staubblätter vorhanden. Die zwei bis sechs (selten 1 bis 15) Stempel sind frei und wachsen aus dem Grund des Blütenbechers oder aus einem kurzen Ring heraus. Die hinfälligen Stylodien sind endständig und am Ansatz verjüngt und beugbar. Die Narben sind punktförmig. Je Fruchtblatt ist nur eine Samenanlage vorhanden.
Die Früchte sind Achänen. Die Außenhaut der Samen ist häutig. Ein Endosperm fehlt.

### Chromosomensätze
Die Chromosomengrundzahl beträgt x = 7; es liegen unterschiedliche Ploidiegrade vor und Chromosomenzahlen betragen 14, 21, 28, 35 sowie 42.

## Standorte
Die Waldsteinia-Arten gedeihen in montanen Regionen, in Heiden und Buschland, gelegentlich auch Wäldern, an sonnigen Standorten.

## Systematik und Botanische Geschichte
Die Gattung Waldsteinia wurde 1799 durch Carl Ludwig von Willdenow in Gesellschaft naturforschender Freunde zu Berlin, neue Schriften, Band 2, S. 105, Tafel 4, Figur 1 aufgestellt. Der Gattungsname Waldsteinia ehrt den österreichischen Botaniker und Systematiker Franz Adam von Waldstein.
Der Umfang der Gattung Waldsteinia innerhalb der Familie der Rosaceae ist unklar, molekulargenetische Untersuchungen durch Smedmark 2006 verstehen sie nur mehr als Teil der Gattung Geum. In der Flora of North America North of Mexico 2014 folgt man Smedmark 2006 nicht.
Die Gattung Waldsteinia findet sich disjunkt verteilt über die Nordhalbkugel. Verbreitungsschwerpunkt ist Nordamerika mit etwa drei Arten.
Je nach Autor gibt es fünf bis sieben Arten in der Gattung Waldsteinia:
- Golderdbeere (Waldsteinia fragarioides (Michx.) Tratt., Syn.: Geum fragarioides (Michx.) Smedmark)
- Gelapptblättrige Waldsteinie (Waldsteinia geoides Willd., Syn.: Geum geoides (Pall.) Smedmark)
- Waldsteinia idahoensis Piper: Diese gefährdete Art gedeiht in Höhenlagen von 500 bis 1500 Metern nur in den US-Bundesstaaten Idaho und Montana.[1]
- Waldsteinia lobata (Baldwin) Torr. & A.Gray: Sie gedeiht in Höhenlagen von 100 bis 500 Metern nur in den südöstlichen US-Bundesstaaten Georgia, North Carolina sowie South Carolina.[1]
- Waldsteinia parviflora Small: Sie gedeiht in Höhenlagen von 100–400 Metern nur in den US-Bundesstaaten Alabama, Georgia, Kentucky, Tennessee, Virginia, North Carolina sowie South Carolina.[1]
- Dreiblättrige Waldsteinie (Waldsteinia ternata (Stephan) Fritsch, Syn.: Geum ternatum (Stephan) Smedmark)

## Nachweise
Die Informationen dieses Artikels entstammen zum größten Teil den unter Nachweise angegebenen Quellen, darüber hinaus werden folgende Quellen zitiert: